# 서의철
서의철(徐義喆, SEO EuiChul, 1995년 12월 18일 음력 10월 26일 ~ )은 대한민국의 국악인이다.
서의철은 한국예술종합학교에서 공부하였으며 아리랑예술단의 악장을 역임하였고, 현재 아정컴퍼니의 대표를 맡고 있다. 국내외에 걸쳐 활발한 연주활동과 방송활동을 하고 있는 그는 “보고있으면 새롭고, 듣고 있으면 빠져든다.”는 호평을 받으며 끊임없는 연습과 꾸준한 노력을 통해 그의 예술세계를 구축해나가고 있다.

## 학력
- 전통예술고등학교 성악과 졸업
- 한국예술종합학교 전통예술원 성악과 판소리 전공 졸업 (학사)
- 한국예술종합학교 전통예술원 음악과 거문고 전공 졸업 (학사)
- 한국예술종합학교 전통예술원 성악과 판소리 전공 (석사)

## 수상
- 2019년 임방울 국악제 전국대회 판소리 일반부 문화체육관광부 장관상 수상 (장원)
- 2014년 미국 대통령 예체능인상
- 2014년 제 32회 전주대사습놀이 학생전국대회 판소리 차하
- 2013년 제 21회 임방울 국악제 전국대회 판소리 고등부 은상
- 2012년 충청남도 장학회 전통문화계승 및 발전기여 공로패

## 방송
- 《인터뷰 스튜디오-담백》 (KBS)
- 《국악한마당-청춘가객》 (KBS)
- 《소리를 배웁시다 시즌3》 (국악방송)
- 《소리를 배웁시다 시즌2》 (국악방송)
- 《특별기획 광복 70주년 통일 아리랑》 (KBS)
- 《10대 소리꾼, 스승과의 남원여행》 (EBS)
- 《사이언스 전통의 맥을 잇는 청춘》 (YTN)
- 《우리음악의 아정함, 서의철 입니다》 (팟캐스트)